# Pontobdella benhami
Pontobdella benhami is een ringworm uit de familie van de Piscicolidae. De wetenschappelijke naam van de soort is voor het eerst geldig gepubliceerd in 1950 door Richardson.